# Julia Chanourdie
 (septembre 2020).
Julia Chanourdie, née le 25 juin 1996, est une grimpeuse française.

## Biographie
Julia Chanourdie est originaire de Charleville-Mézières et a grandi en Haute-Savoie. Ses parents tenaient une salle d'escalade à Annecy, ce qui lui permet de commencer à grimper très jeune. Son père est également son entraîneur.

### Compétition
Elle commence la compétition à huit ans. Elle gagne sa première compétition, ce qui lui donne envie de continuer.

### National
De 2010 à 2014, elle remporte six médailles d’or aux championnats de France jeune, en difficulté, bloc et vitesse.
Parallèlement, Julia Chanourdie réussit à gagner une médaille de bronze au championnat de France seniors de difficulté en 2012 et 2013. Elle manque de peu la médaille d’or aux championnats de France de difficulté de 2015, 2016 et 2017, où elle termine à chaque fois deuxième.
Elle gagne également la médaille d’argent au championnat de France de bloc 2017.
C’est en 2018 qu’elle gagne le championnat de France et remporte enfin la médaille d’or et le titre qui lui échappe depuis cinq ans. Cette même année, elle affirme sa polyvalence en remportant le Championnat de France du combiné.

### International
Julia Chanourdie intègre l'Équipe de France jeune de 2010 à 2015. Elle remporte plusieurs compétitions importantes dès 2012 avec le classement général la Coupe d’Europe jeune de bloc en 2012, puis de difficulté en 2013, puis décroche trois médailles de bronze consécutives en Championnats du Monde jeunes (2013, 2014 et 2015).
Elle prend la sixième place du classement mondial en 2016 grâce à des bonnes performances lors des coupes du monde à Imst, Xiamen, ou encore la sixième place des Championnats du monde 2016 à Paris Bercy. Elle remporte la même année les quatre titres du Championnat de France Universitaire d’escalade (difficulté, bloc, vitesse et combiné) et les titres en difficulté et en combiné aux premiers Championnats du Monde Universitaires d’escalade à Shanghai. En 2018, elle remportera une seconde fois le championnat du monde universitaire du combiné à Bratislava en Slovaquie où elle gagnera également la médaille de bronze en bloc.
Elle monte sur ses premiers podiums internationaux seniors en 2017. D’abord aux World Games de Wroclaw en Pologne où elle prend la troisième place et ensuite en coupe du monde à Wujiang en Chine où elle termine également troisième. Julia Chanourdie prend la 4e place au classement mondial. Cette année-là, elle gagne notamment le master d’Arco en Italie.
En 2019, elle choisit de se lancer dans la qualification pour les jeux olympiques de Tokyo, l’épreuve olympique étant un combiné des trois disciplines. Elle participe aux coupes du monde de vitesse, bloc et difficulté. Cela lui permet de constater encore sa polyvalence en réalisant de belles performances puisqu'elle obtient une 4e et une 6e place en bloc.
En août 2019, elle entre en finale du championnat du monde de difficulté de Tokyo et prend la 8e place puis, en décembre 2019, elle obtient sa qualification aux Jeux Olympiques de Tokyo au tournoi de qualification olympique de Tournefeuille en remportant la médaille d’argent.

### Falaise
Julia Chanourdie ne limite pas sa pratique à la compétition. Elle est aussi une passionnée de falaise. Elle grimpe dehors aussi souvent que possible. C’est en 2008 qu’elle réalise son premier 8a « A maman ça » à la falaise du Foron. C’est sur cette même falaise qu’elle réalise « Pourquoi » son premier 8b.
En 2012, elle réussit ses deux premiers 8c à 15 jours d’intervalle (Seul face à mes …. à Marocaz et Pif et Tondu au Biclop où elle signe la première ascension).
Elle réalise en mars 2017 l'ascension de son premier 9a (première féminine), Ground Zero au Toit de Sarre, en Italie. Elle devient ainsi la 13e femme, et la 4e Française à réussir une voie du neuvième degré. Elle réalise son deuxième 9a en avril 2018, Molasse'son, sur la falaise de Mollans-sur-Ouvèze, signant la troisième ascension de la voie, et la première féminine. Elle réussit l'enchaînement de La cabane au Canada [archive], 8c+/9a sur la falaise de Rawyl en Suisse, courant août 2018. Julia signe là encore une première féminine.
Le 13 mars 2020, Julia Chanourdie enchaîne Super crackinette (première féminine), son premier 9a+, sur la falaise de Saint-Léger-du-Ventoux. Elle devient la première Française et la 4ème femme au monde à réaliser une voie de cette difficulté.
Le 4 novembre 2020, Julia Chanourdie annonce avoir réalisé une voie cotée 9b, Eagle-4, à Saint-Léger-du-Ventoux. Elle devient la troisième femme au monde (avec l'Autrichienne Angela Eiter et l'Italienne Laura Rogora) à réaliser une voie de cette cotation et la cinquième Française à réussir cette voie et ce niveau de cotation, succédant à Hugo Parmentier.

## Palmarès

### Championnats du monde
- 6e en 2016

- 8e en 2019

### Coupe du monde d'escalade
- Coupe du monde senior de difficulté de 2017, à Wujiang (Chine)[8]

### Championnats de France
- troisième en 2012 en difficulté
- troisième en 2013 en difficulté
- Vice-championne en 2015 en difficulté
- Vice-championne en 2016 en difficulté
- Vice-championne en 2017 en difficulté
- Championne en 2018 en difficulté

### Coupe de France d'escalade
- 1re étape de la Coupe de France sénior de difficulté 2018[9]

### Réalisations en falaise
- 9b : 1
  - Eagle-4, Saint-Léger, 9b, novembre 2020[1]
- 9a+ : 1
  - Super crackinette Saint-Léger 9a+  mars-2020[10] (première féminine)

- 9a : 2
  - Mollasse'son Mollans sur Ouvèze  9a  mars-18[5] (première féminine)
  - Ground Zero Sarre  9a  mars-17 (première féminine)
- 8c+/9a : 2
  - La cabane au Canada Rawyl  8c+/9a  août-18 (première féminine)
  - Hell Avararo Sarre 8c+/9a juin-17[11] (première féminine)
- 8c+ :   1
  - L'Avaro Sarre 8c+ mai-16 (première féminine)
- 8c  :   10
  - Dure limite Céüse juil-20
  - Prise de saperlipopette de merde Gorges de Blavet nov-19
  - Quarta dimensione Sarre 8c nov-17[12] (première féminine)
  - Dynamite de groupe Chambotte 8c sept-17[13] (première féminine)
  - Patience Chambotte 8c août-17 (première féminine)
  - La censure pour le fachos (New version) Chambotte 8c juil-17[14] (première féminine)
  - Balboa droite Sarre juin-17 8c (première féminine)
  - Clin d'œil au paradis d'en  face  Tournoux 8c juil-14 (première féminine)
  - Pif et Tondu intégrale Biclop 8c juil-12 (première féminine)
  - Seul face à mes couilles Marocaz  8c  juin-12 (première féminine)
- 8b+/8c : 1
  - Aitzol  Margalef  8b+/8c  oct-13
- 8b+  :  17
- Hot chili  Dévérsé juil-20
  - Kale Borroka Siurana janv-20
  - Gaïouf Rawil mai-19
  - Le concept Saint Léger du Ventoux mars-19
  - Paradis artificiel Rawil 8b+ août-18
  - Prise de saperlipopette Gorges du Blavet 8b+  mai-18
  - Sogno di criptonite Sarre  8b+  oct-16
  - Balboa gauche Sarre  8b+  juin-16 (première féminine)
  - Via del Quim Margalef  8b+  oct-14
  - Los ultimos dias des Eden Margalef  8b+  oct-14
  - Ixeia  Rodellar 8b+ flash  août-14
  - Intime étrangère  Tournoux  8b+  juil-14 (première féminine)
- "Grip tonic  Marocaz  8b+  juin-14 (première féminine)    
  - Je grimpe donc je fuis  Marocaz  8b+  mai-14 (première féminine)
  - Le Nabab  Saint Léger du Ventoux  8b+  avr-14
  - Le mal de fête pour ma tête  Marocaz  8b+  mai-12 (première féminine)
  - Pif et Tondu L1  Biclop  8b+  oct-11 (première féminine)
- 8b : 20
  - New power  Déversé  flash  juil-20
  - Praniania  Saint Léger du Ventoux janv-20
  - Les gardiens du temple  Gorges du Blavet  8b  mai-18
  - Hell  Sarre  8b  mai-17
  - Trenita anos de locura  La Cicera  8b  août-16
  - Entropia sexual  La Cicera  8b  août-16
  - Criptonite  Sarre  8b à vue  juin-16
  - Loveli Calì  Sarre  8b flash  mai-16
  - Blonde de choc  Entraygues  8b  juil-15
  - Terence Hill  Margalef  8b  oct-14
  - OGM  Les branches  8b  août-14
  - La croix de Toulouse  Rocher des brumes  8b  juil-14
  - Le mur des cyclopes  Saint Léger du Ventoux  8b  mai-14
  - Les Chacals  Rodellar  8b  août-13
  - Beau gosse 84  Lourmarin  8b  mars-13
  - Racing in the street  Rue des masques  8b  juil-12
  - Le Boufadou  Foron  8b  juil-12
  - Tartine  Chambotte  8b  août-11
  - Le vent de l'oubli  La Forclaz  8b  mai-11 (première féminine)
  - Pourquoi ?  Foron  8b  juil-10